# Aeroportul Regional Yellowstone
Aeroportul Regional Yellowstone (IATA: COD, ICAO: KCOD, FAA LID: COD) este un aeroport din Wyoming, Statele Unite ale Americii ce deservește zona Cody. Aeroportul a fost tranzitat în 2019 de 82.442 de pasageri.
Situat la o altitudine de 1.555 m, aeroportul dispune de 1 pistă.

## Infrastructură

### Piste
Aeroportul dispune de o singură pistă. Pista 4/22 are suprafața de asfalt și dimensiunile 8.268 picioare × 100 picioare. 